# Suir
Pour les articles homonymes, voir Suir (homonymie).
La Suir (/ʃʊəɹ/ ; en irlandais : An tSiúr /ʃuːrˠ/)  est un fleuve d'Irlande qui a son embouchure dans la mer Celtique.

## Géographie
La Suir est un fleuve d’Irlande qui prend sa source au sud de Roscrea dans les "Devil's Bit Mountain", au nord de Templemore dans le  Comté de Tipperary. Elle traverse le Comté de Waterford et partage avec  la Barrow et la Nore ("The Three Sisters", les 3 sœurs) un large estuaire, Waterford Harbour, qui débouche dans la Mer Celtique au sud-ouest de Waterford. La Suir mesure 183 kilomètres.
La Suir et ses affluents (Drish (en), Nire, Ara (en) et Anner (en)) sont réputés pour la pêche aux saumons et à la truite.

### Article lié
- Liste des cours d'eau d'Irlande